# Šedina
Šedina (473 m) je neovulkanický vrch v okrese Česká Lípa Libereckého kraje, ležící asi 2 km ZSZ od vesnice Skalka u Doks. Katastrálně je vrch napůl rozdělen mezi Skalku u Doks a obec Chlum.

## Geomorfologie a geologie
Vrch náleží do celku Ralská pahorkatina, do podcelku Dokeská pahorkatina, do okrsku Polomené hory, do podokrsku Housecká vrchovina, a do Maršovické části.

Šedina je zalesněný dvouvrcholový kopec, protažený od jihovýchodu k severozápadu. V dolní části čedičového kopce lze spatřit různé skalní tvary v křídových pískovcích. Vrcholové partie jsou tvořeny vulkanickými brekciemi, v nichž se vyskytuje několik menších žilek nefelinického hauynitu. Tyto vulkanické brekcie pronikly pronikly na povrch přes druhohorní pískovce v období třetihor. Na vrcholu kopce se prakticky žádné skály nevyskytují, jen výjimečně tu lze najít malé čedičové skalky s nepravidelně vyvinutou sloupcovou odlučností.

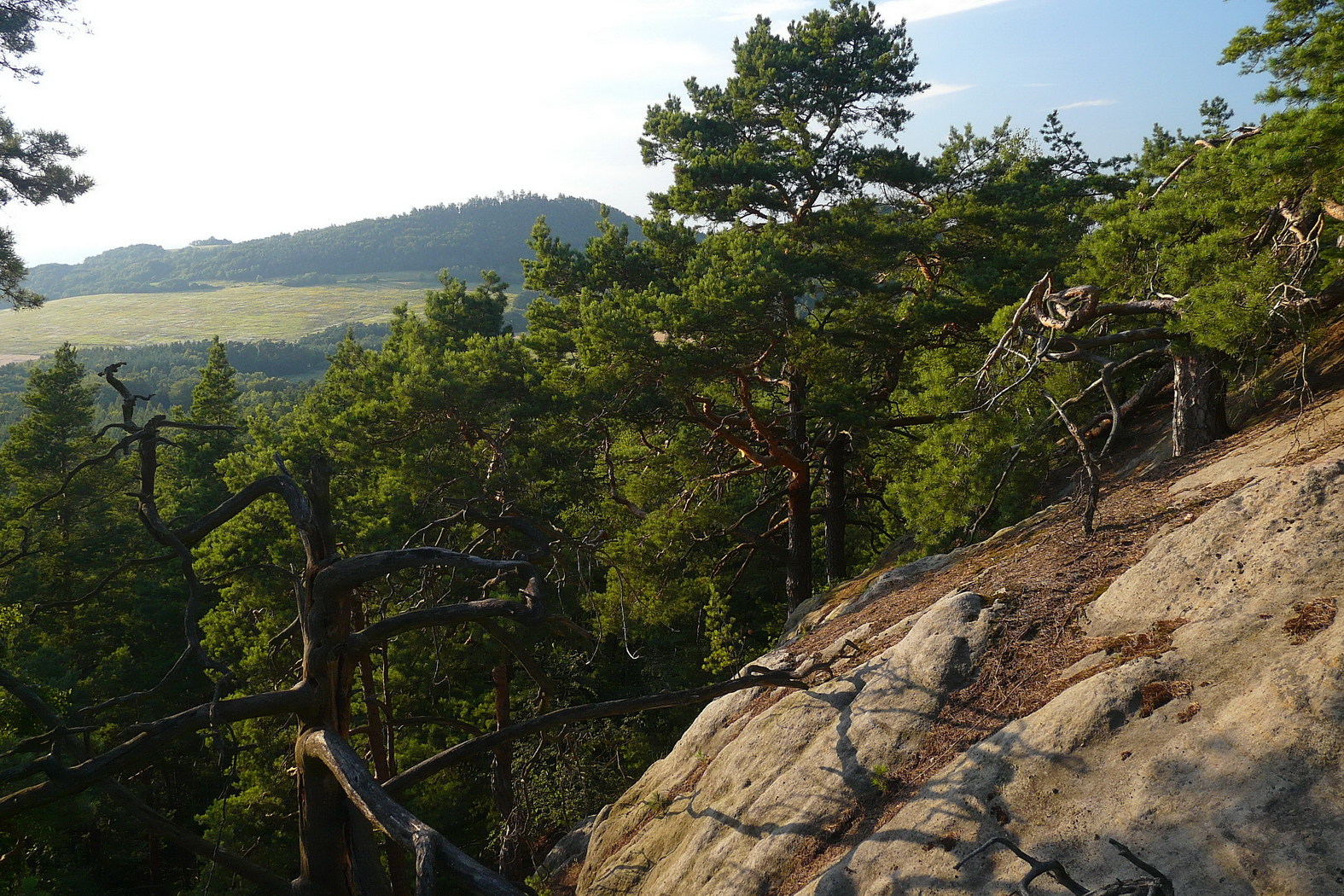
Skalní ochozy na Šedině a Maršovický vrch

Vrcholy Šediny jsou bez výhledu, ale ze svahových teras na severozápadní a východní straně jsou pěkné výhledy na Kokořínsko, České středohoří a Ralskou pahorkatinu. Šedina přiléhá k rozsáhlé členité pískovcové plošině ve skupině Maršovického vrchu.

## Přístup a okolí
Západním svahem nad skalními terasami vede žlutá turistická stezka z Berkovského vrchu do Starých Splavů, k jihovýchodním terasám vede odbočka zelené stezky z osady Nová Skalka, do níž je možno nejblíže přijet automobilem.
V krajině severně od Šediny vede po temeni zalesněné pískovcové plošiny červeně značená "Máchova cesta", která je zde součástí turistické evropské dálkové trasy E10. Poblíž této cesty se nachází velký skalní převis, zvaný Braniborská jeskyně. Ve skalnaté oblasti mezi touto červeně značenou trasou a Šedinou se v lesích nachází malé jezírko, na jehož severní straně je uměle vytesaný odtok, označený písmeny J.W. a letopočtem 1878, vyrytými do skály.